# Magyarpalatka község
Magyarpalatka község (románul: Comuna Pălatca) község Kolozs megyében, Romániában. Központja Magyarpalatka, beosztott falvai Kisbogács, Magyarpete, Mezőszava, Omboztelke.

## Fekvése
Kolozs megye délkeleti részén, a Mezőség közepén helyezkedik el Kolozsvártól 38, Szamosújvártól 34, Tordától 50 és Aranyosgyérestől 50 kilométerre. A DJ 161G megyei úton közelíthető meg.

## Népessége
1850-től a népesség alábbiak szerint alakult:
| Lakosok száma | 1988 | 1906 | 2458 | 2896 | 3331 | 2475 | 1630 | 1374 | 1218 | 1133 |
|               | 1850 | 1880 | 1900 | 1930 | 1941 | 1977 | 1992 | 2002 | 2011 | 2021 |

A 2011-es népszámlálás adatai alapján a község népessége 1218 fő volt, melynek 62,73%-a román, 23,23%-a magyar és 8,7%-a roma. Vallási hovatartozás szerint a lakosság többsége ortodox (67,08%), a reformátusok részaránya 18,72%,  az adventistáké 4,84% és a görög rítusú római katolikusoké 3,12%.

## Nevezetességei
A község területéről az alábbi épületek szerepelnek a romániai műemlékek jegyzékében:
- a kisbogácsi Szent Mihály és Gábriel arkangyalok fatemplom (LMI-kódja CJ-II-m-B-07524)
- a magyarpalatkai református templom (CJ-II-a-B-07733)
- az omboztelki Szent Péter-fatemplom (CJ-II-m-B-07745)